# J.R.タウルズ
ジャスティン・リチャード・タウルズ（Justin Richard Towles, 1984年2月11日 - ）は、アメリカ合衆国テキサス州クロズビー出身の元プロ野球選手（捕手）。

## 経歴

### アマチュア時代
2002年6月4日、オークランド・アスレチックスから32巡目（全体968位）でドラフト指名を受けるがこれを拒否、契約には至らず。
2003年6月3日、再びオークランド・アスレチックスから23巡目（全体692位）でドラフト指名を受けるが、またもや拒否。

### プロ入りとマイナー時代とアストロズ時代
2004年6月7日、ヒューストン・アストロズから20巡目（全体604位）でドラフト指名を受け、6月16日三度目にして契約成立。この年からルーキー級でプレーを始める（39試合出場）。
2006年、A級で81試合 ・ 打率.317 ・ 出塁率.382 ・ OPS.907 ・ 13盗塁と言うハイレベルな数字を叩き出し、サウスアトランティック・リーグのオールスターに出場。ベースボール・アメリカ誌が選ぶA級のオールスターにも選出された。
2007年はA＋・AA・AAAにステップアップ。トータルで100試合 ・ 打率.287 ・ 出塁率.393 ・ OPS.840 ・ 14盗塁と着実に成長を遂げ、7月8日フューチャーズ・ゲームに出場した。9月4日メジャー初昇格。翌9月5日（対ミルウォーキー・ブルワーズ戦）、敗色濃厚なワンサイド・ゲームだったこともあり、八回表、主砲ランス・バークマンの打席で代打として登場。メジャー・デビューは1打数無安打（レフトフライ）に終わったが、9月20日の対セントルイス・カージナルス戦では4打数4安打（2二塁打 ・ 1本塁打）・ 8打点 ・ 2四死球 ・ 6出塁 ・ 3得点と打棒炸裂。わずか14試合の出場に留まったものの、優れた数字を挙げ、来期に望みを繋いだ。
2008年2月22日、一年間の契約延長が成立。
2011年オフにアストロズを解雇された。

### ツインズ傘下時代
2011年12月15日にミネソタ・ツインズとマイナー契約を結ぶ。
2012年は、傘下AAAのロチェスター・レッドウイングスでプレーした。

### ドジャース傘下時代
2012年12月19日にセントルイス・カージナルスとマイナー契約を結ぶ。
2013年3月24日に解雇され、29日にロサンゼルス・ドジャースとマイナー契約を結ぶ。傘下AAAアルバカーキ・アイソトープスへ異動した。しかし、怪我の影響で4試合にしか出場する事が出来なかった。

### 独立リーグ時代
2014年は独立リーグ・アトランティックリーグのブリッジポート・ブルーフィッシュに所属。

### レンジャース傘下時代
2014年8月26日に、テキサス・レンジャースとマイナー契約を結んだが、オフにFAとなった。

## 選手としての特徴
マイナー4年間の通算成績は、打率.301 ・ 出塁率.389 ・ OPS.860。加えてスピードを併せ持つ。ベースボール・アメリカ誌の有望株リストでは、2008年版53位にランクされている新鋭。チーム内では一位になっており、 Best Defensive Catcher に選ばれるだけの好守もある。
2008年は守備機会は少なかったが、盗塁阻止率.500をマークした。

## 年度別打撃成績
| 年 度     | 球 団     | 試 合 | 打 席 | 打 数 | 得 点 | 安 打 | 二 塁 打 | 三 塁 打 | 本 塁 打 | 塁 打 | 打 点 | 盗 塁 | 盗 塁 死 | 犠 打 | 犠 飛 | 四 球 | 敬 遠 | 死 球 | 三 振 | 併 殺 打 | 打 率 | 出 塁 率 | 長 打 率 | O P S |
| --------- | --------- | ----- | ----- | ----- | ----- | ----- | -------- | -------- | -------- | ----- | ----- | ----- | -------- | ----- | ----- | ----- | ----- | ----- | ----- | -------- | ----- | -------- | -------- | ----- |
| 2007      | HOU       | 14    | 44    | 40    | 9     | 15    | 5        | 0        | 1        | 23    | 12    | 0     | 1        | 0     | 0     | 3     | 1     | 1     | 1     | 1        | .375  | .432     | .575     | 1.007 |
| 2008      | HOU       | 54    | 171   | 146   | 10    | 20    | 5        | 0        | 4        | 37    | 16    | 0     | 0        | 3     | 0     | 16    | 1     | 6     | 40    | 3        | .137  | .250     | .253     | .503  |
| 2009      | HOU       | 16    | 53    | 48    | 7     | 9     | 2        | 0        | 2        | 17    | 3     | 0     | 0        | 1     | 0     | 3     | 1     | 1     | 16    | 1        | .188  | .250     | .354     | .604  |
| 2010      | HOU       | 17    | 51    | 47    | 3     | 9     | 3        | 0        | 1        | 15    | 8     | 0     | 0        | 0     | 1     | 2     | 0     | 1     | 12    | 2        | .191  | .235     | .319     | .554  |
| 2011      | HOU       | 54    | 165   | 147   | 11    | 27    | 7        | 0        | 3        | 43    | 11    | 0     | 0        | 1     | 2     | 13    | 1     | 2     | 26    | 3        | .184  | .256     | .293     | .549  |
| 通算：5年 | 通算：5年 | 155   | 484   | 428   | 40    | 80    | 22       | 0        | 11       | 135   | 50    | 0     | 1        | 5     | 3     | 37    | 4     | 11    | 95    | 10       | .187  | .267     | .315     | .583  |

- 2011年度シーズン終了時

## 参考資料
1. ↑  “J.R. Towles Stats, News, Pictures, Bio, Videos” (英語). ESPN.com. 2011年11月19日閲覧。
2. ↑  J.R. Towlesbaseball prospectus.com , 2008年3月2日閲覧。
3. ↑  Top 100 Prospectsbaseball america.com , February 26 2008 , 2008年3月2日閲覧。
4. ↑  Top 10 Prospects Houston Astrosbaseball america.com ,November 26 2007 , 2008年3月2日閲覧。
5. ↑  Fielding StatisticsESPN.com , 2008年3月2日閲覧。